# Bebop e Rocksteady
Bebop e Rocksteady são dois personagens fictícios antropomórficos da franquia Tartarugas Ninja (Teenage Mutant Ninja Turtles). Criados por David Wise e Peter Laird apareceram pela primeira vez na série animada de 1987 Teenage Mutant Ninja Turtles, com Bebop tendo a voz de Barry Gordon e Rocksteady a de Cam Clarke, e consequentemente na banda desenhada Archie TMNT Adventures assim como muitos dos videojogos clássicos TMNT. Ambos aparecem no filme Teenage Mutant Ninja Turtles: Out of the Shadows, interpretados por Gary Anthony Williams e Stephen "Sheamus" Farrelly, respectivamente. Também aparecem na série animada de 2012, dublados por J. B. Smoove e Fred Tatasciore, e no longa animado Teenage Mutant Ninja Turtles: Mutant Mayhem, com as vozes de Seth Rogen e John Cena.
Eles seguem as ordens do vilão da série, Destruidor (The Shredder), líder do Clã do Pé (Foot Clan). Os seus nomes são derivados de dois géneros musicais: Bebop, o javali, tem seu nome derivado de um estilo de jazz; enquanto que Rocksteady, o rinoceronte, advém de um estilo de musica jamaicano, percursor do reggae.